# Terra Cimmeria
Terra Cimmeria est une très vaste région parmi les plus anciennes de la planète Mars, bordant au sud le bassin d'impact d'Utopia Planitia, dans les quadrangles de Mare Tyrrhenum, d'Aeolis et d'Eridania. Centrée par 34,7° S et 145° E, elle s'étend sur 5 400 km et est bordée à l'est par Hesperia Planum et Promethei Terra, au sud par Planum Australe, à l'est par Terra Sirenum, et au nord par Utopia Planitia.

## Géologie
Très caractérisée et plutôt accidentée, cette région recèle peut-être les terrains noachiens les plus anciens de la planète rouge, remontant à plus de 4,1 milliards d'années. Elle est en particulier le siège du paléomagnétisme le plus intense identifié dès 1997 à la surface de Mars par le magnétomètre et réflectomètre à électrons MAG/ER de la sonde Mars Global Surveyor, jusqu'à 30 fois plus intense que le magnétisme rémanent terrestre.
Cette région aurait abrité, au Noachien, une vaste étendue d'eau de plus d'un million de kilomètres carrés, le lac Eridania, supposé être à l'origine de Ma'adim Vallis. Ce lac se serait ensuite fragmenté en un ensemble de lacs plus petits au fur et à mesure de son asséchement.
De petits volcans sont également identifiables sur la surface de Terra Cimmeria, tel celui situé par 19,8° S et 172,6° E .